# زابینه کارسنتی
سابینه کارسنتی (به انگلیسی: Sabine Karsenti)بازیگر کانادایی است.
از فیلم‌های معروف او می‌توان به بازی در فیلم میدان نبرد زمین اشاره کرد.